# George-Daniel de Monfreid

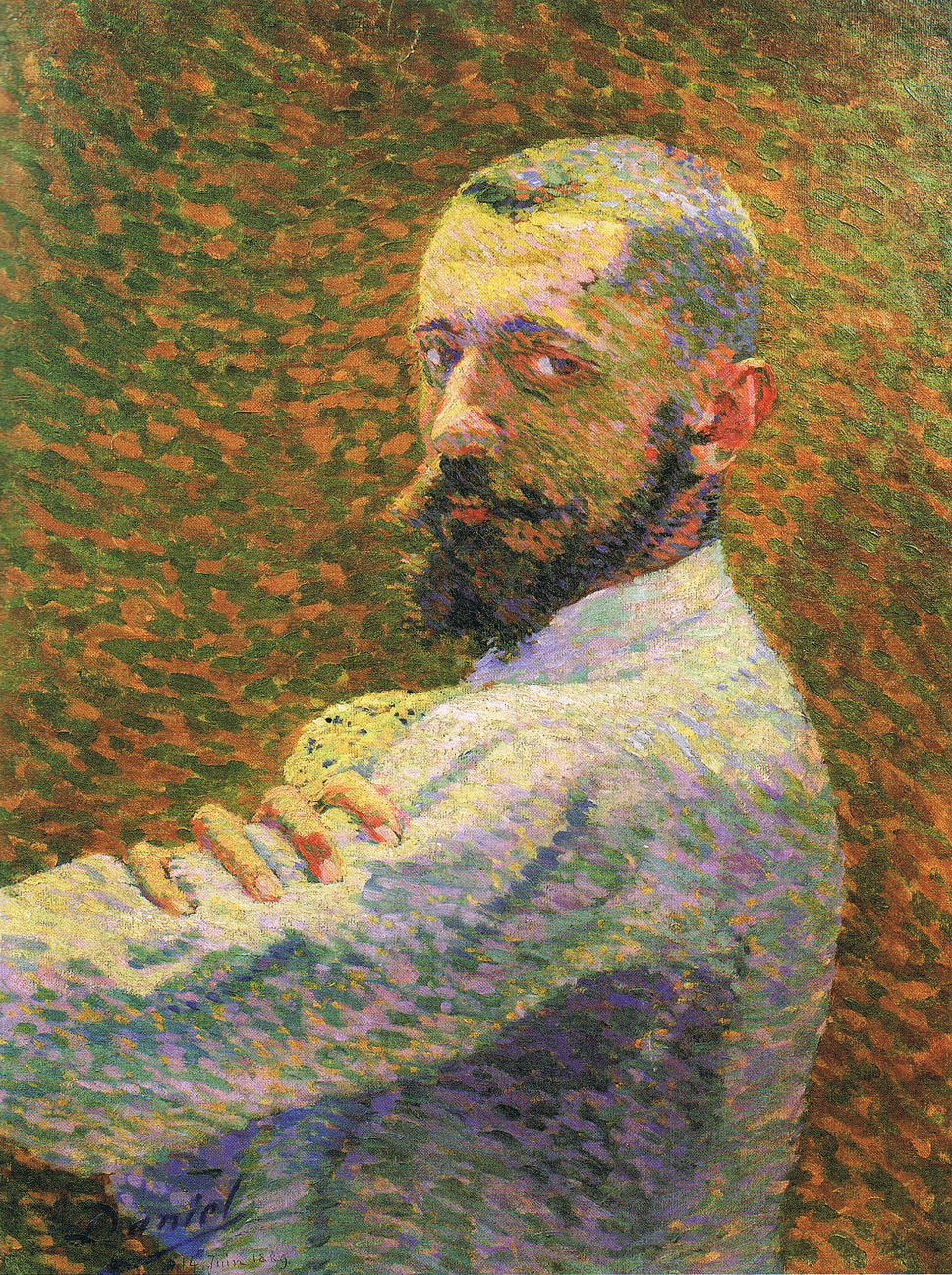
Zelfportret, 1889.

George-Daniel "Géo" de Monfreid, ook wel signerende met Daniel (New York, 14 maart 1856 - Corneilla-de-Conflent, 26 november 1929), was een Frans kunstschilder en kunstverzamelaar.

## Levenen werk
Monfreid werd geboren in de Verenigde Staten, maar verhuisde al op jonge leeftijd naar Zuid-Frankrijk, waar zijn ouders vandaan kwamen. Hij studeerde aan de Académie Julian in Parijs en sloot vriendschap met Paul Gauguin, Paul Verlaine, Victor Segalen en Aristide Maillol. Zijn vroege werk is impressionistisch, maar allengs kwam hij steeds meer onder invloed te staan van Gauguin en diens postimpressionistische kunstenaarsgroepering Les Nabis, hoewel hij daar nooit echt deel van uitmaakte. In de kunstgeschiedenis is zijn naam bekend gebleven als een van de deelnemers aan de door Gauguin en Émile Schuffenecker georganiseerde Volpini-tentoonstelling, op het terrein van de Wereldtentoonstelling van 1889. Na 1900 zou zijn werk meer modernistisch worden, mede onder invloed van Pablo Picasso.
Monfreid was ook een belangrijk kunstverzamelaar en geldt samen met Gustave Fayet als de eerste verzamelaar van het werk van Gauguin. Hij staat ook te boek als Gauguins eerste biograaf. In 1929 kwam hij tijdens zijn werk te overlijden in Oostelijke Pyreneeën, 73 jaar oud. Werk van hem bevindt zich in de collecties van onder andere het Musée d'Orsay, het Petit Palais te Parijs, het Musée d'Art et d'Histoire de Narbonne en het Musée des Beaux-Arts de Béziers.

## Galerij

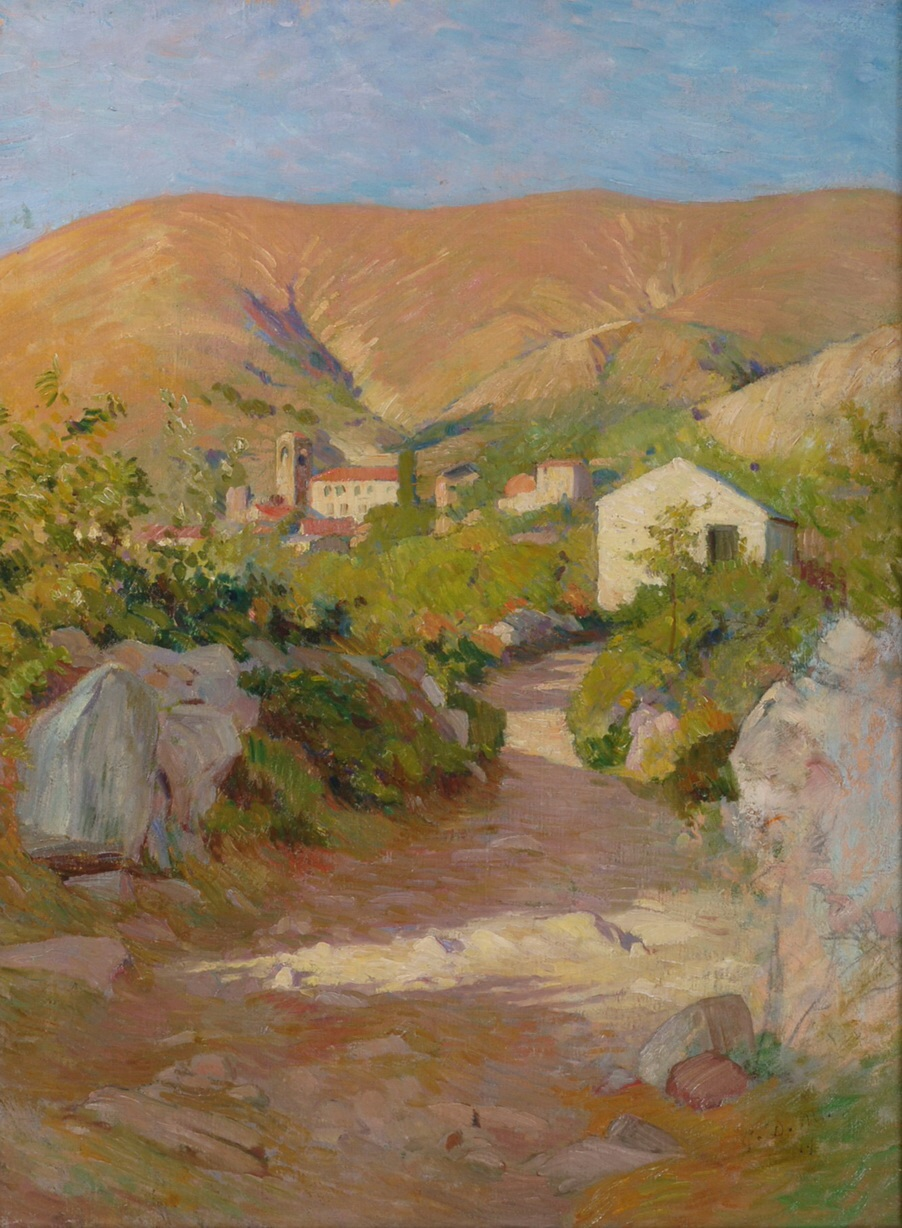
Paysage de Corneilla de Conflent
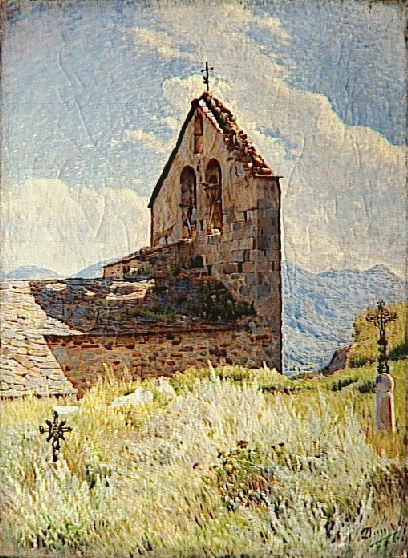
L'église d'Angoustrine
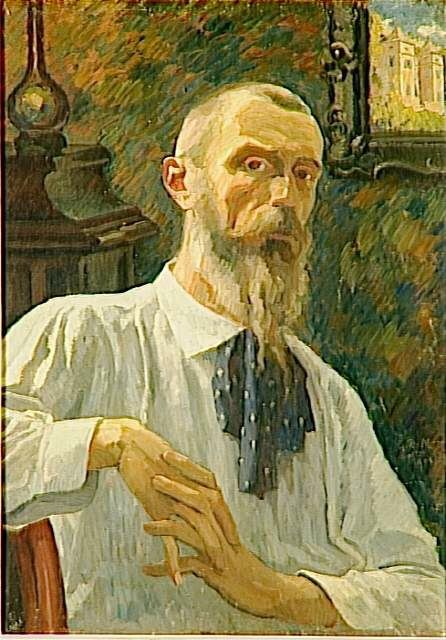
Home de la camisa blava
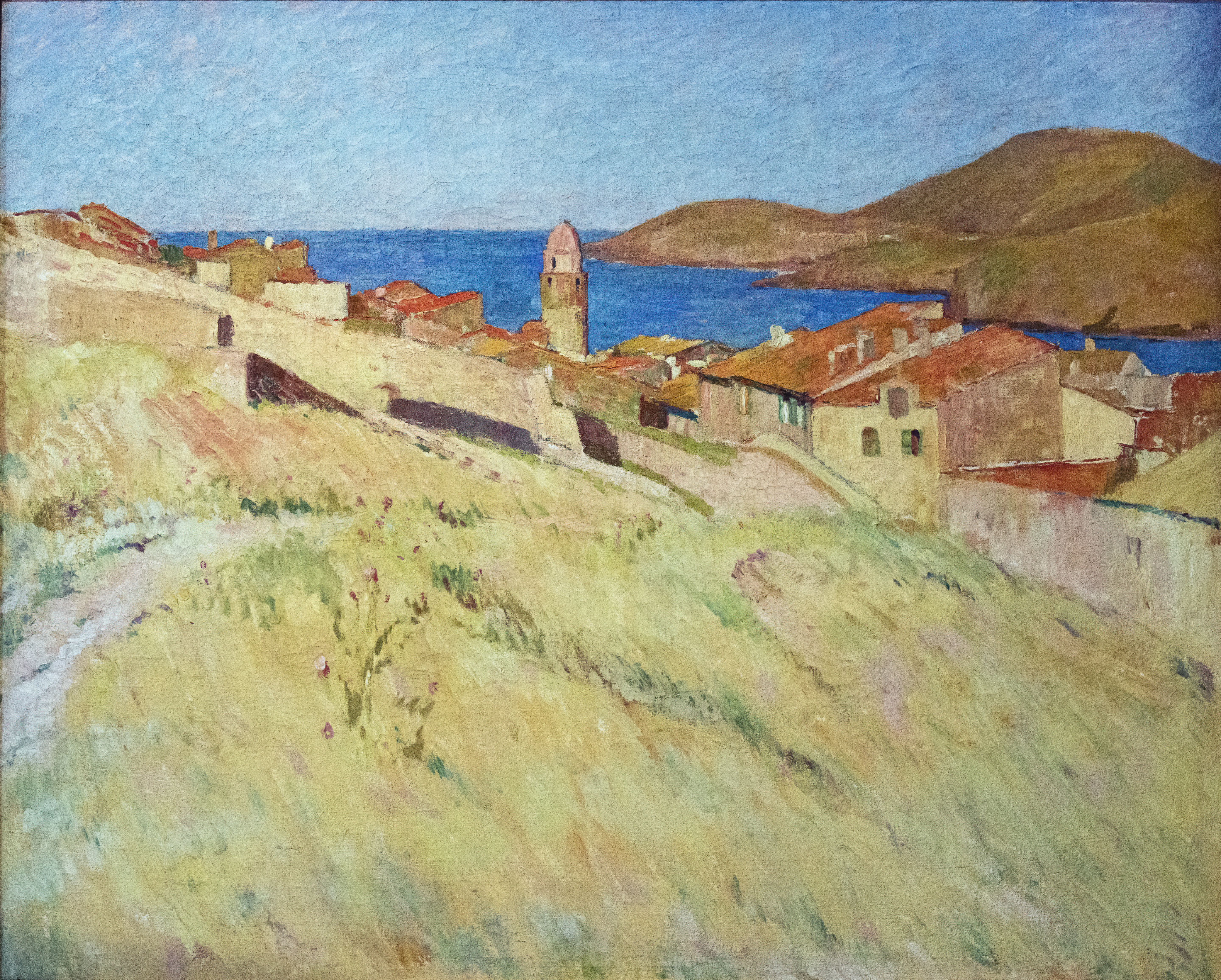
Landschap van Collioure Musée Toulouse-Lautrec
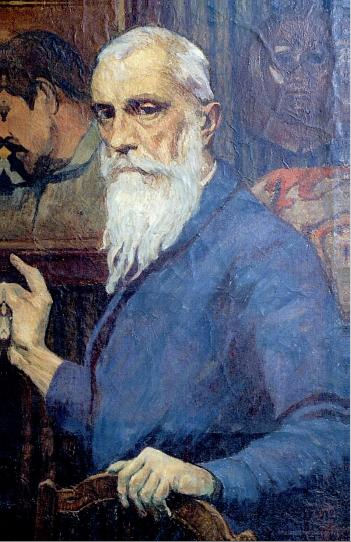
Hommage à Gauguin (détail), 925
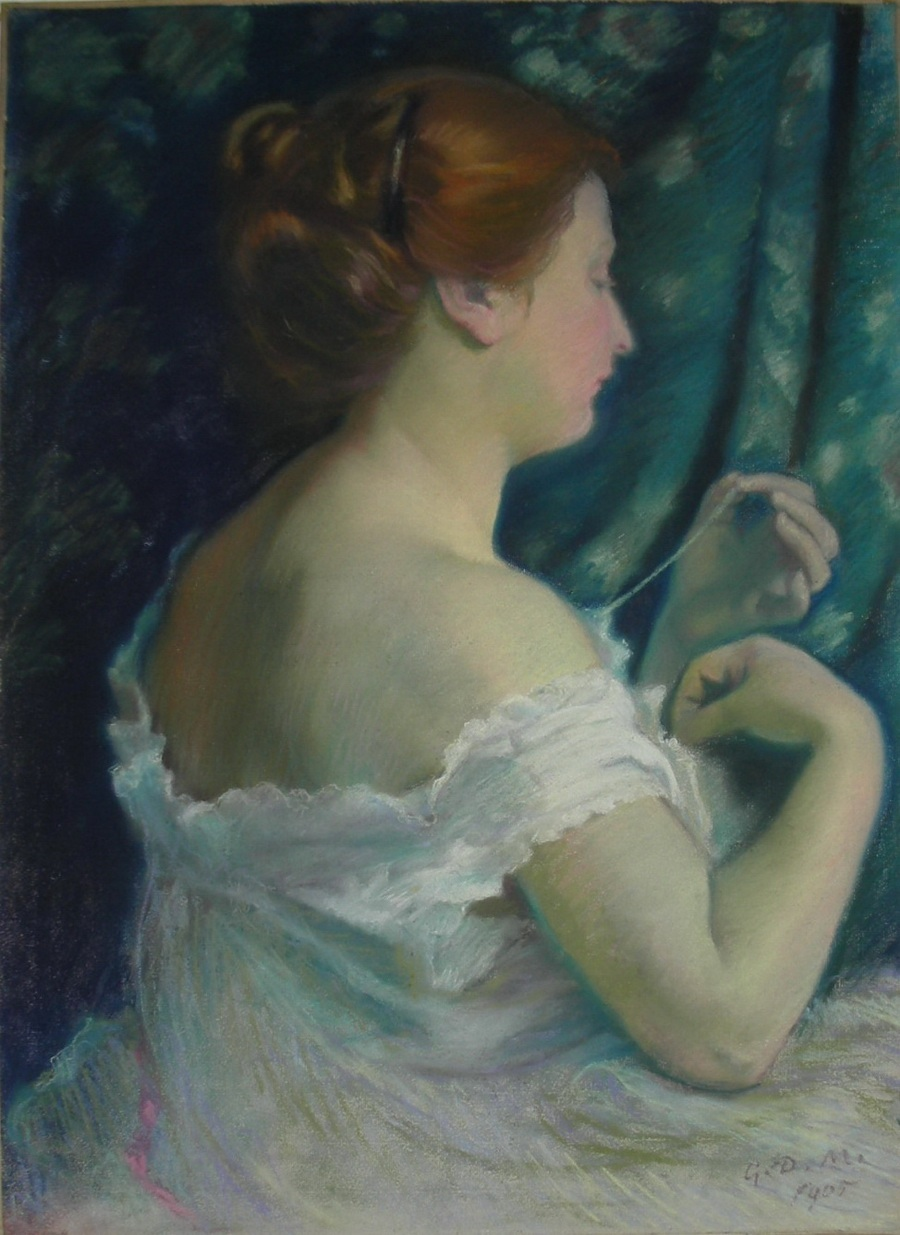
Portrait Anne Belfis
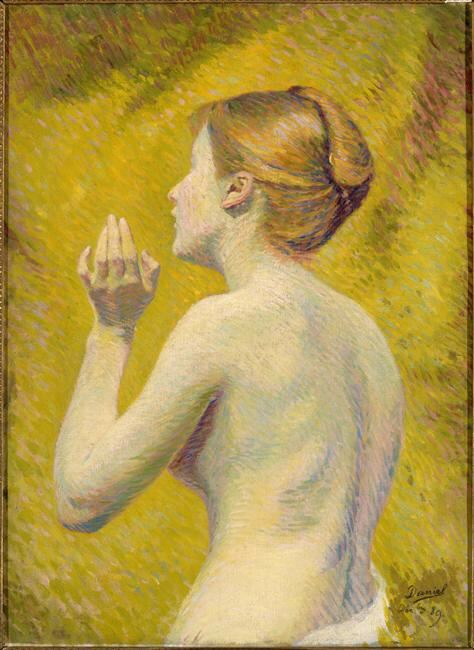
Nu
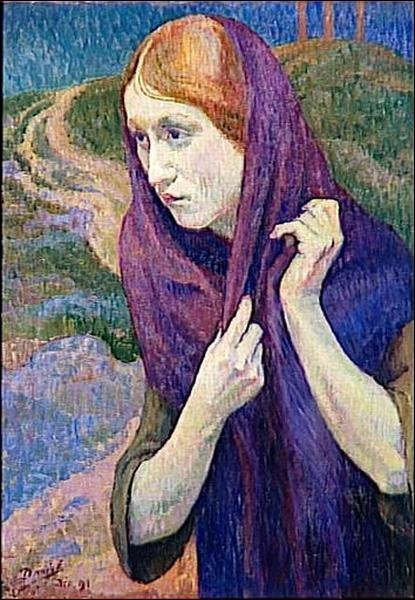
La Madeleine
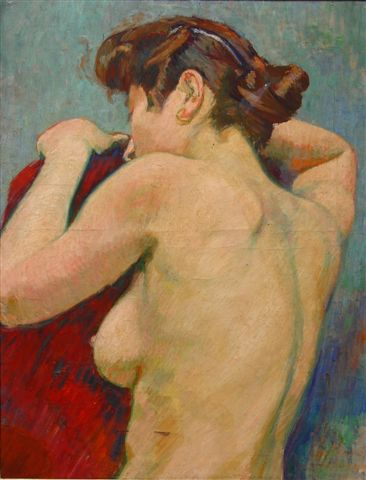
Nu de dos
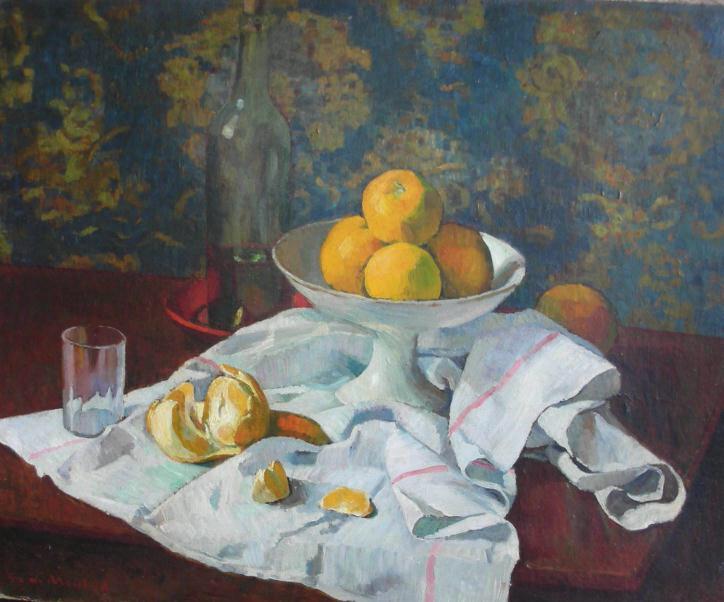
Nature morte à l'orange